# Paweł Poljański
Paweł Poljański (* 6. Mai 1990 in Wejherowo) ist ein ehemaliger polnischer Radrennfahrer.

## Werdegang
Nachdem Poljański 2011 eine Etappe der Carpathia Couriers Path gewonnen hatte und 2012 polnischer Straßenmeister der U23 worden war, fuhr er zum Saisonende 2013 als Stagiaire beim UCI WorldTeam Saxo-Tinkoff, bei dem er in den Jahren 2014 bis 2016 einen regulären Vertrag hatte. In dieser Zeit beendete er als 50. seine erste Grand Tour, den Giro d’Italia 2014, und wurde Gesamtneunter der Österreich-Rundfahrt 2015. Zur Saison 2017 wechselte er zum deutschen Team Bora-hansgrohe.
Für Aufsehen sorgte Poljański, als er während seiner Teilnahme bei der Tour de France 2017 auf Instagram ein Foto seiner ausgemergelten Beine veröffentlichte.
Im Dezember 2020 teilte Poljanski nach vier Jahren bei Bora-hansgrohe mit, dass er zwar ein Angebot eines anderen WorldTeams vorliegen habe, er dieses Angebot jedoch nicht annehme, da er hierin keine hinreichenden Zukunftsperspektiven sehe und stattdessen seine Karriere als Radrennfahrer beende. Bei Bora-hansgrohe war Poljanski vornehmlich als Helfer im Einsatz.

## Erfolge
2011
- eine Etappe Carpathia Couriers Path

2012
- Polnische Meisterschaft – Straßenrennen (U23)

## Grand-Tour-Platzierungen
| Grand Tour            | 2014 | 2015 | 2016 | 2017 | 2018 | 2019 | 2020 |
| --------------------- | ---- | ---- | ---- | ---- | ---- | ---- | ---- |
| Giro d’ItaliaGiro     | 50   | –    | 35   | –    | –    | 89   | 67   |
| Tour de FranceTour    | –    | –    | –    | 80   | 94   | –    | –    |
| Vuelta a EspañaVuelta | –    | 35   | –    | 67   | –    | 57   | –    |